# Floing (Frankrijk)
Floing is een Franse gemeente in het departement Ardennes in de regio Grand Est en maakt deel uit van het arrondissement Sedan. De gemeente telde 2.277 inwoners op 1 januari 2022.

## Geografie
De oppervlakte van Floing bedraagt 7,43 vierkante kilometer; Op 1 januari 2022 was de bevolkingsdichtheid 306,5 inwoners per km².

De onderstaande kaart toont de ligging van Floing met de belangrijkste infrastructuur en aangrenzende gemeenten.

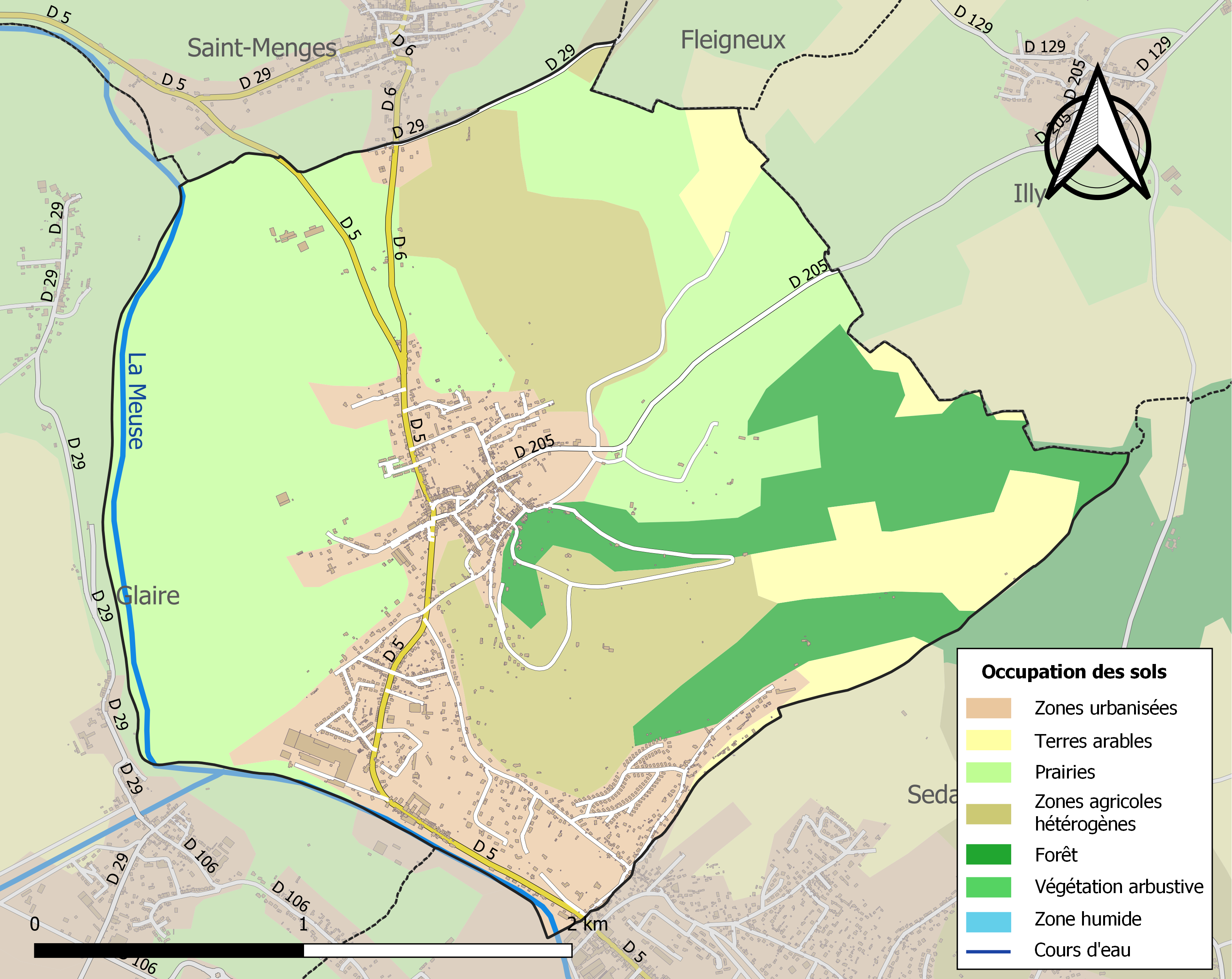

## Demografie
Onderstaande figuur toont het verloop van het inwonertal.
Vanwege een beveiligingsprobleem met de MediaWiki Graph-software is het momenteel niet mogelijk deze grafiek weer te geven. Zodra de software is bijgewerkt zal de grafiek vanzelf weer zichtbaar worden.

## Afbeeldingen

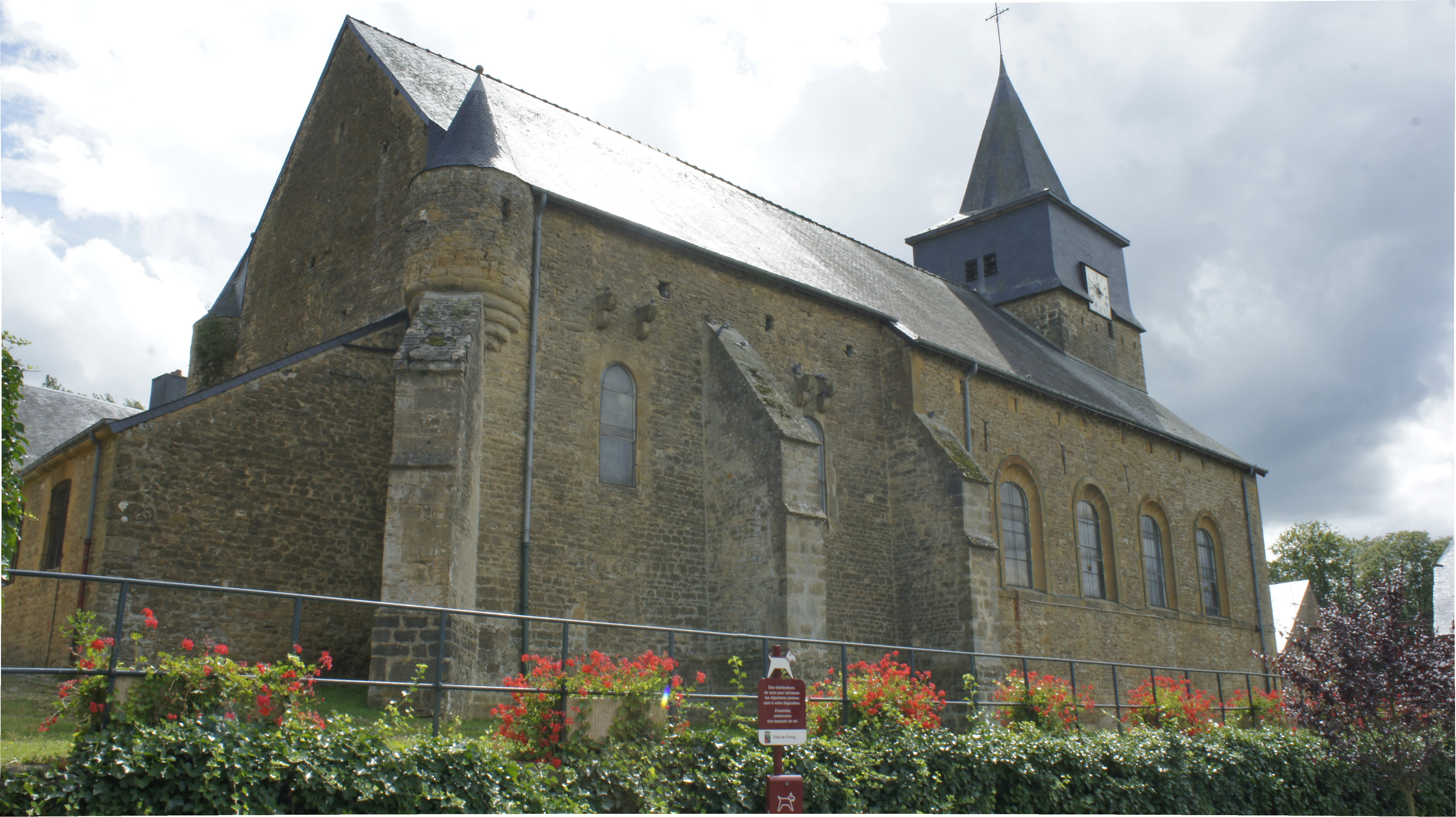
De kerk van Floing
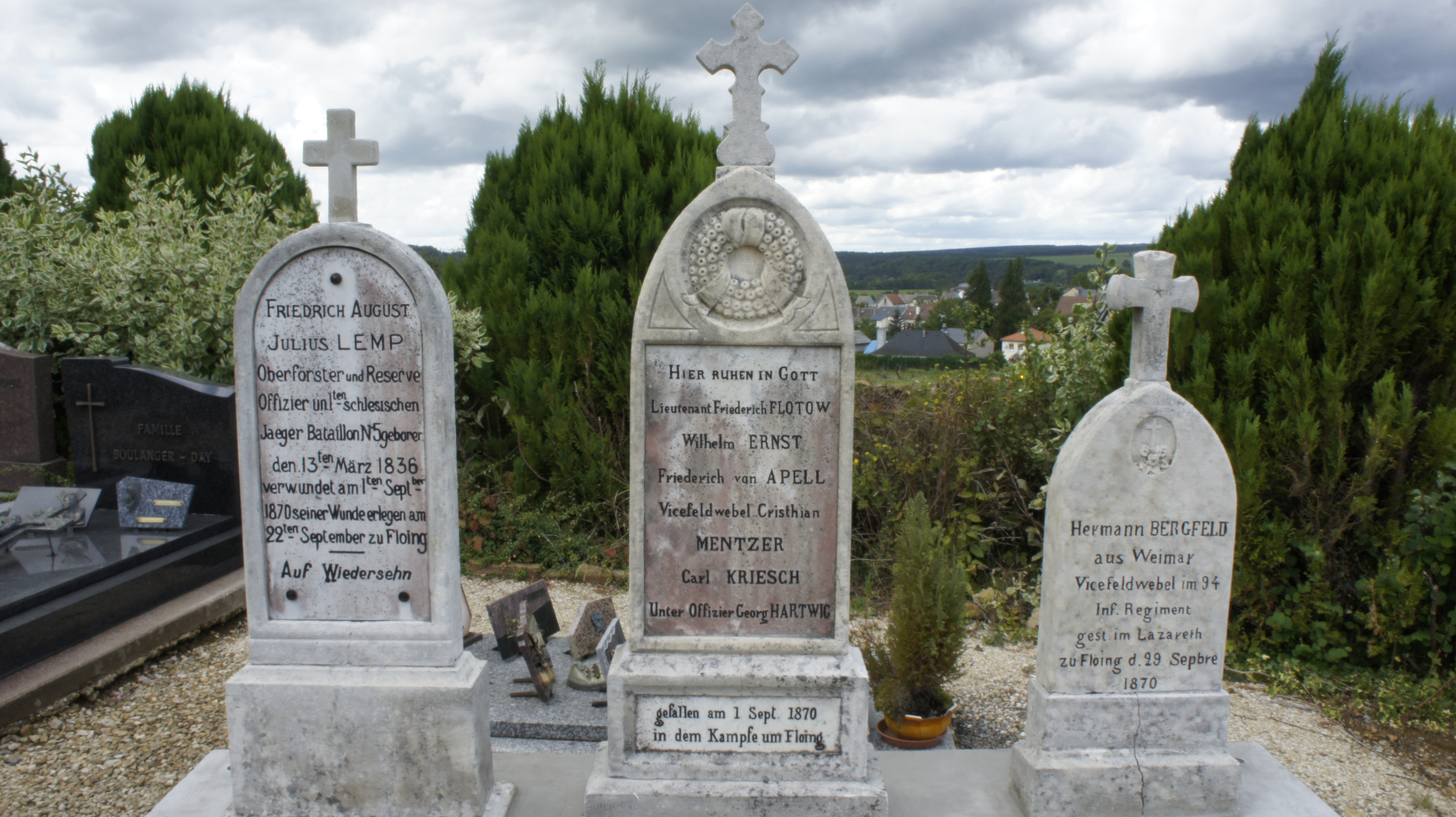
Graven van Duitse soldaten uit 1870.
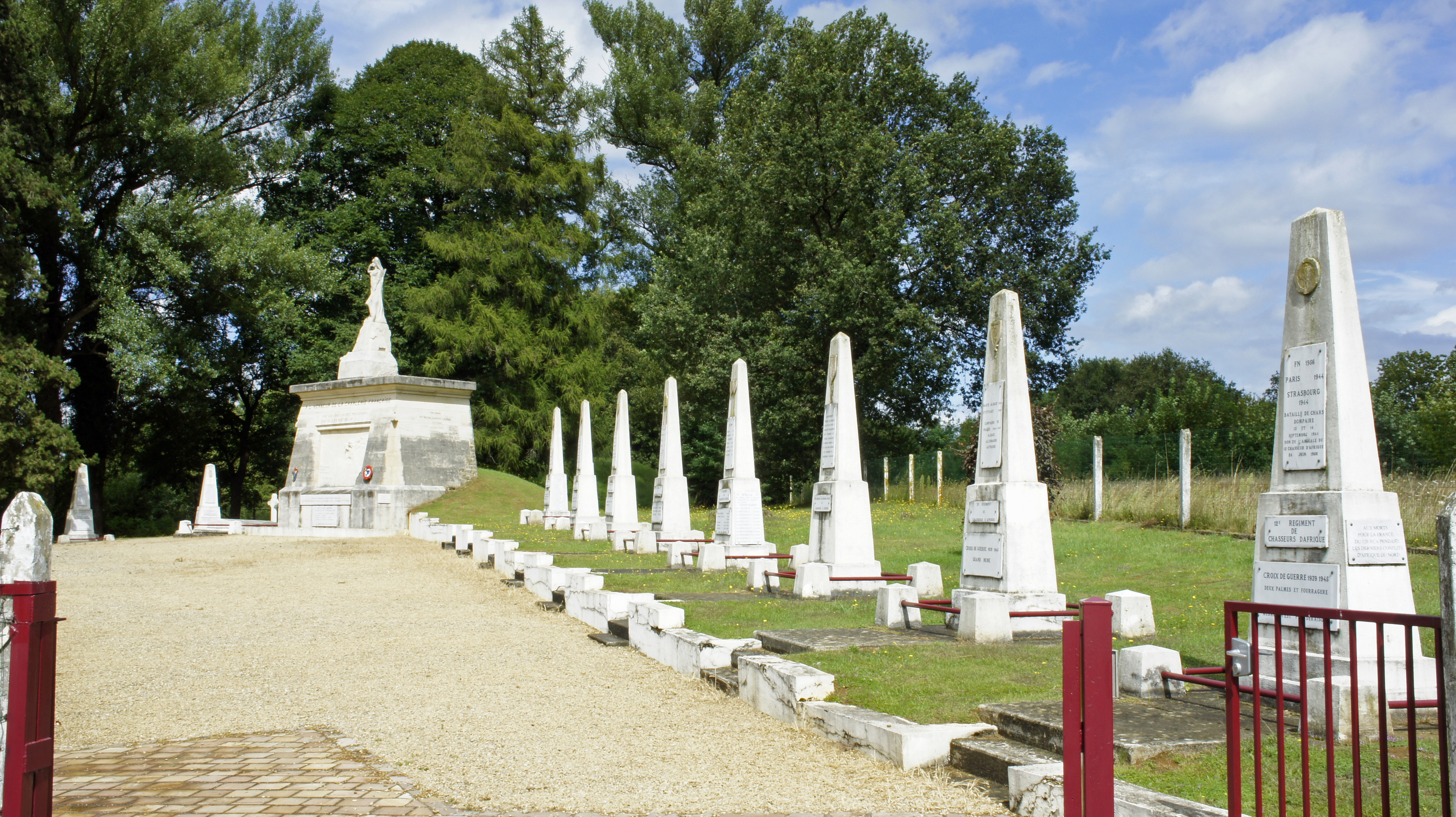
Herdenkingsmonument voor de Afrikaanse jagers
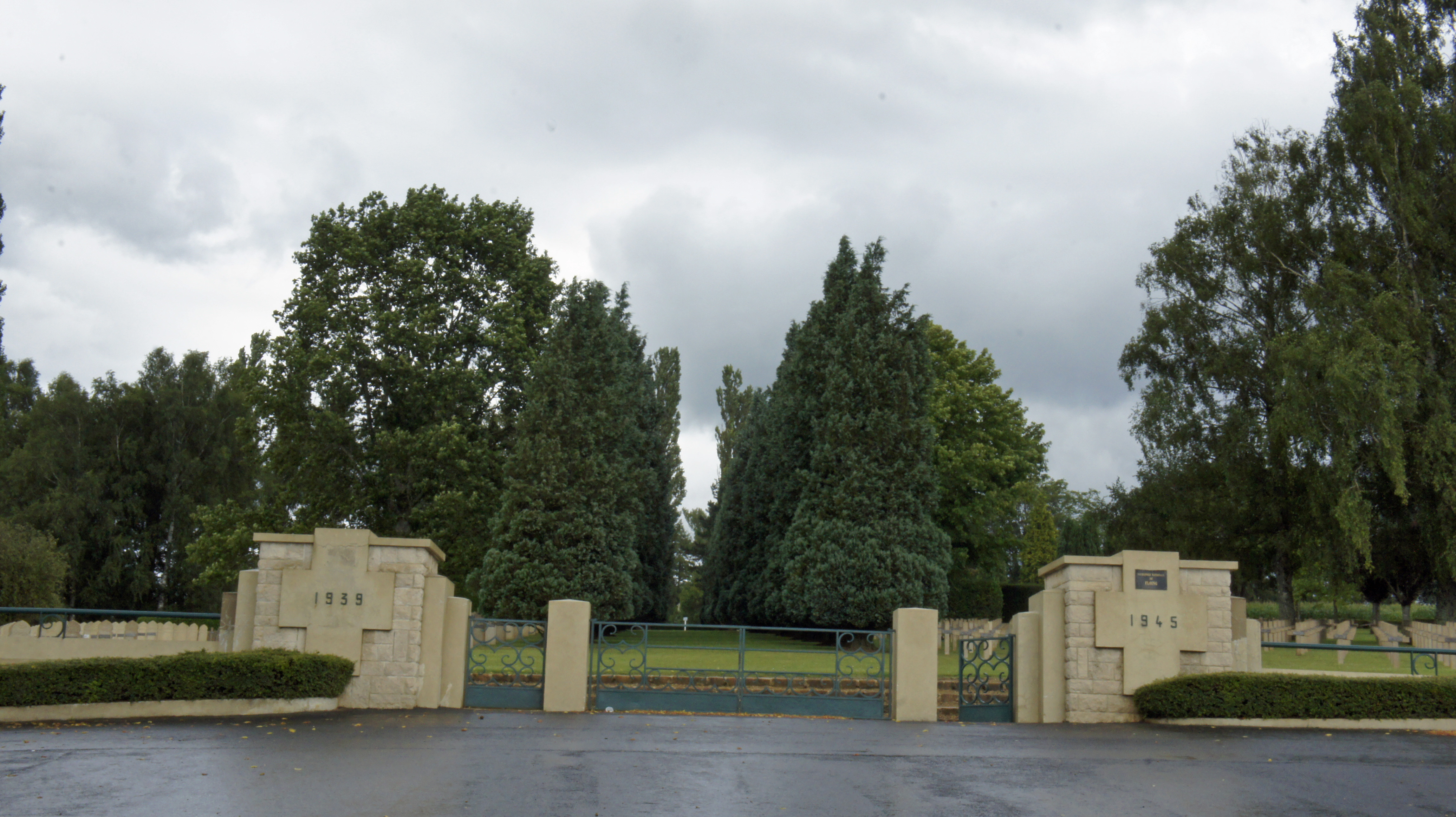
Nationaal oorlogskerkhof 1939-1945
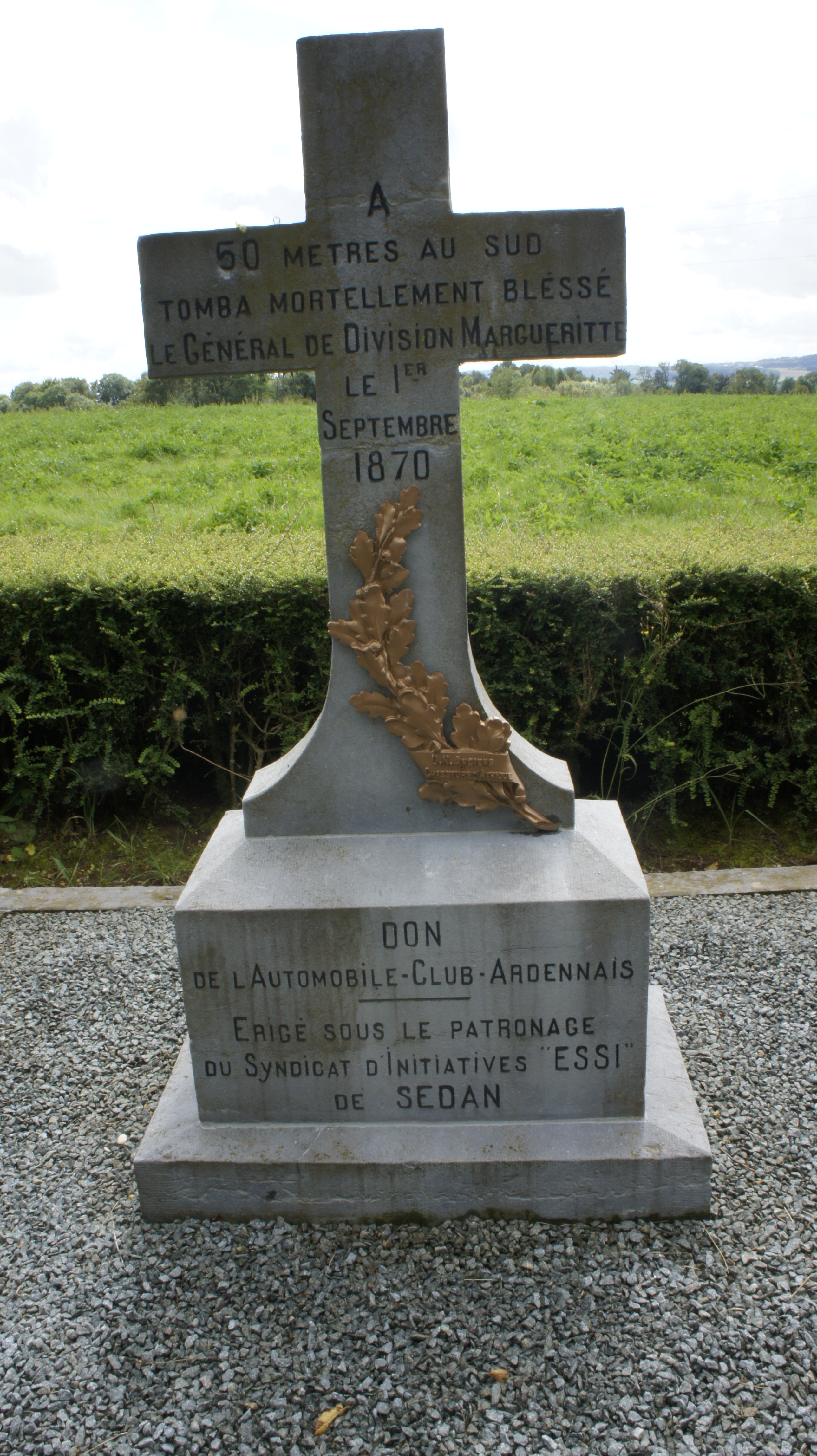
Monument ter nagedachtenis van generaal Jean-Auguste Margueritte